# Karl Barry Sharpless
Karl Barry Sharpless (Philadelphia, 1941. április 28. –) amerikai sztereokémikus. Kétszeres kémiai Nobel-díjas, neve a sztereoszelektív reakciókkal és a kattintáskémia területén végzett munkájáról ismert.
Sharpless a 2001-es kémiai Nobel-díj felét "a királisan katalizált oxidációs reakciókkal kapcsolatos munkájáért", a 2022-es díj egyharmadát pedig Carolyn R. Bertozzival és Morten P. Meldallal közösen kapta "a kattintáskémia és a bioortogonális kémia fejlesztéséért". Sharpless az ötödik személy (két szervezet mellett), aki kétszer kapott Nobel-díjat, Marie Curie, John Bardeen, Linus Pauling és Frederick Sanger mellett, és a harmadik, aki két díjat kapott ugyanazon a tudományterületen (Bardeen és Sanger után).

## Fiatalkora és tanulmányai
Karl Barry Sharpless 1941. április 28-án született a pennsylvaniai Philadelphiában. Gyermekkora nyarai a New Jersey-i Manasquan folyónál lévő nyaralóban teltek el. Itt alakult ki Sharplessben a horgászat iránti szeretet, amelyet egész életében folytatott, a főiskolai nyarakat halászhajókon dolgozva töltötte.
1959-ben érettségizett a Friends' Central Schoolban, majd a Dartmouth College-ban folytatta tanulmányait, ahol 1963-ban szerzett diplomát.
Sharpless eredetileg úgy tervezte, hogy az egyetemi diploma megszerzése után orvosi egyetemre megy, de kutatóprofesszora meggyőzte, hogy vegyészként folytassa tanulmányait. 1968-ban a Stanford Egyetemen organikus kémiából doktorált Eugene van Tamelen irányításával. 1968-ban a Stanford Egyetemen posztdoktori munkát folytatott (1968-1969) James P. Collman mellett, organometallkémiai kutatásokkal foglalkozott. 1968-1969 között a Stanford Egyetemen folytatta posztdoktori munkáját. Sharpless ezután a Harvard Egyetemre ment (1969-1970), ahol Konrad E. Bloch laboratóriumában enzimológiát tanult.

## Tudományos karrierje
Sharpless  1970-1977 között a Massachusetts Institute of Technology, (1980-1990) és a Stanford Egyetem (1977-1980) professzora volt. A Stanford Egyetemen Sharpless fedezte fel a Sharpless-féle aszimmetrikus epoxidációt, amelyet a (+)-diszparlure előállítására használtak. 2023-tól Sharpless a Scripps Research laboratóriumát vezette.

## Kutatásai
Sharpless fejlesztett ki a sztereoszelektív oxidációs reakciókat, és kimutatta, hogy az acetilkolinészteráz enzim által egy azidból és egy alkinből kiindulva femtomoláris hatású inhibitor képzése katalizálható. Számos kémiai reakciót fedezett fel, amelyek az aszimmetrikus szintézist a sci-fiből viszonylag rutinszerűvé tették, beleértve az aminohidroxilálást, a dihidroxilálást és a Sharpless-féle aszimmetrikus epoxidációt.
2001-ben a kémiai Nobel-díj felét kapta meg a királisan katalizált oxidációs reakciókkal (Sharpless epoxidáció, Sharpless aszimmetrikus dihidroxiláció, Sharpless oxiamináció) kapcsolatos munkájáért. A díj másik felén William S. Knowles és Ryōji Noyori osztozott (a sztereoszelektív hidrogénezéssel kapcsolatos munkájukért).
A "kattintáskémia" kifejezést Sharpless alkotta meg 2000 körül, és először 2001-ben írta le teljes körűen Sharpless, Hartmuth Kolb és M. G. Finn a The Scripps Research Institute-ban. Ez egy sor rendkívül szelektív, exoterm reakciót foglal magában, amelyek enyhe körülmények között játszódnak le; a legsikeresebb példa az azid alkin Huisgen-cikloaddíciója 1,2,3-triazolok képződéséhez.

## Díjai, kitüntetései
Sharpless kétszeres Nobel-díjas.
A 2001-es és a 2022-es kémiai Nobel-díjat a "királisan katalizált oxidációs reakciók", illetve a "kattintáskémia" területén végzett munkájáért kapta.
2019-ben Sharpless megkapta a Priestley-érmet, az Amerikai Kémiai Társaság legmagasabb kitüntetését "a katalitikus, aszimmetrikus oxidációs módszerek feltalálásáért, a kattintáskémia koncepciójáért és az azid-acetilén cikloaddíciós reakció rézkatalizált változatának kifejlesztéséért". 2023-ban megkapta az Amerikai Kémikusok Intézetének aranyérmét.
A Kyushu Egyetem kiváló egyetemi professzora. A KTH Királyi Technológiai Intézet (1995), a Müncheni Műszaki Egyetem (1995), a Louvain-i Katolikus Egyetem (1996) és a Wesleyan Egyetem (1999) tiszteletbeli doktora.

## Magánélete
Sharpless 1965-ben vette feleségül Jan Duesert, három gyermekük született. 1970-ben egy laboratóriumi baleset során, amikor egy NMR-cső felrobbant, egyik szemére megvakult, nem sokkal azután, hogy az MIT-re érkezett adjunktusként.

## Fordítás
Ez a szócikk részben vagy egészben  a   Barry Sharpless című angol Wikipédia-szócikk fordításán alapul.  Az eredeti cikk szerkesztőit annak laptörténete sorolja fel. Ez a jelzés csupán a megfogalmazás eredetét és a szerzői jogokat jelzi, nem szolgál a cikkben szereplő információk forrásmegjelöléseként.